# 伊藤綾
伊藤 綾（いとう あや、1985年7月11日 - ）は、日本の起業家、きら星株式会社代表取締役。

## 人物
新潟県柏崎市出身〈旧姓:内山綾〉。2004年、新潟県立国際情報高等学校を卒業。
2008年、慶應義塾大学商学部を卒業〈常に3つ以上のアルバイトを掛け持ち、スーパーアルバイターとして活動〉。
同年4月、日立ソリューションズに入社〈社会システム営業部で首都圏のインフラ企業に向けた、新規のシステム・ソリューション提案:3年間〉
2011年1月、イオンモール株式会社〈PM事業部/営業本部長付で商業不動産管理のプロとして、収益の最大化および費用の適正化ができる施策を現場とともに実行:7年間〉
2018年6月〜8月、株式会社ボーダレス・ジャパン〈ボーダレスキャリア株式会社にてインターン。すぐに離職してしまう若者の問題に対して、職業紹介を通じて伴走支援するメソッドの開発:3ケ月〉。同年、新潟起業チャレンジ 優秀賞を受賞。
2018年2月1日、新潟県湯沢町に移住
サポート事業を行う「きら星」株式会社を創業。2019年10月、湯沢町で廃校になった保育園を、シェアオフィスとして開業させた。2020年、新潟県民間スタートアップ拠点に指定。2023年7月21日、「フォーブス (雑誌) JAPAN」100通りの世界を救う希望 NEXT100に選出された。

## 出演実績
- 日経スペシャル ガイアの夜明けー番外編ー[12]